# Traganarru

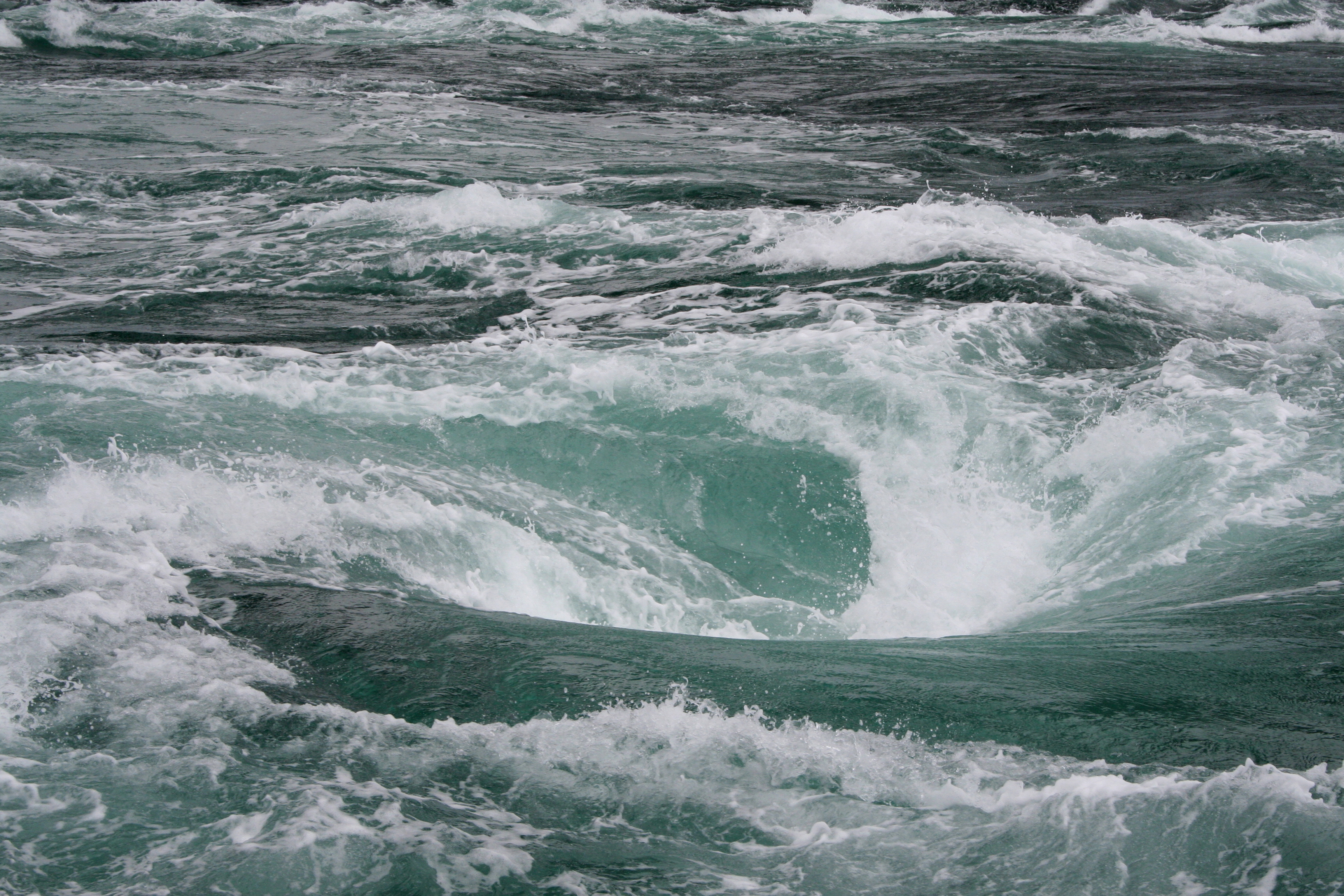
Els diferents tipus de remolins són un dels majors enemics dels mariners. El Traganarru és la personificació d'aquests esdeveniments naturals.

Traganarru (en basc: tromba de mar) és un personatge de la mitologia basca. Traganarru sembla estar connectat amb el mar, i es diu que és l'equivalent d'Eate, és a dir, el responsable de les catàstrofes que es produeixen al mar, l'enemic dels pescadors.
Traganarru és especialment popular a Guernica.

## Característiques
Traganarru és un geni de mar que és violent i en general sembla devorar vaixells i persones. Com el seu nom indica, sembla un tromba marina.